# Démographie de la Thaïlande
En 2023, la population de la Thaïlande est de 66 052 615 habitants ; il y a 32 224 008 hommes et 33 828 607 femmes ; 65 061 190 sont de nationalité thaïlandaise et 991 425 sont étrangers.
Le nombre de thaïlandais vivant à l'étranger dépasse le million de personnes.
En 2023, il y a plus de 13 000 000 d'habitants âgés de 60 ans et plus ; et le nombre de naissance a chuté depuis 2013 de près de 800 000 à moins de 500 000 par an en 2023,.
Cet article contient des statistiques sur la démographie de la Thaïlande.

## Histoire
Vers 1900, la population de la Thaïlande était d'environ 8 millions d'habitants ; dans les années 1950, d'environ 20 millions . et dans les années 1980, d'un peu plus de 50 millions,. En 2024, la population de la Thaïlande est de 65 951 210 habitants et celle de Bangkok de 5 455 020 habitants.

## Natalité
- Taux de fécondité en 2012 / 2013: 1,8 enfant par femme[19]
  - milieu urbain : 1,5 (Bangkok : 1,2)
  - milieu rural : 2,1
- Taux de fécondité en 2024 : 1,0 enfant par femme (inférieur à celui du Japon qui est de 1,2)
- En 2024, il y a eu 462 240 naissances (et 571 676 décès)

| Année | Indice de fécondité |
| ----- | ------------------- |
| 1960  | 6,147               |
| 1965  | 6,129               |
| 1970  | 5,595               |
| 1975  | 4,488               |
| 1980  | 3,392               |
| 1985  | 2,571               |
| 1990  | 2,113               |
| 1995  | 1,867               |
| 2000  | 1,671               |
| 2005  | 1,568               |
| 2010  | 1,542               |
| 2015  | 1,538               |
| 2019  | 1,514               |
| 2024  | 1,0                 |

## Mortalité
En 2024, il y a eu 571 646  décès (et seulement 462 240 naissances)

## Mariages et divorces
En 2024, les registres de mariages ont enregistrés 263 087 nouveaux couples et il y a eu 147 621 divorces.

## Migration et composition culturelle

Carte des groupes ethniques de Thaïlande.

Selon une étude publiée en 2019, les inégalités sont importantes entre les groupes ethniques de Thaïlande.

## Langues
Le thaï est basé principalement sur la variété parlée à Bangkok et dans ses environs.

## Religion
Le bouddhisme est la religion de plus de 90 % de la population. Le Sud thaïlandais a une population musulmane malaise importante. Les chrétiens représentent moins de 1 % de la population. La constitution ne fait pas du bouddhisme la religion d'État, même si plusieurs dispositions favorisent le bouddhisme, par exemple le roi de Thaïlande doit être bouddhiste. Le Département des affaires religieuses reconnaît cinq groupes religieux : bouddhistes, musulmans, hindous, sikhs et chrétiens.

## Estimation de la population immigrée
|                                | 2016       |
| ------------------------------ | ---------- |
| Population Totale en Thaïlande | 65,931,550 |
| Population immigrée totale     | 3.913.258  |
| Birmanie                       | 1.978.348  |
| Laos                           | 969.267    |
| Cambodge                       | 805.272    |
| Chine                          | 100.320    |
| Népal                          | 8.140      |
| Inde                           | 7.928      |
| Japon                          | 6.550      |
| Viêt Nam                       | 5.825      |
| Sri Lanka                      | 5.597      |
| États-Unis                     | 3.493      |
| France                         | 2.876      |
| Royaume-Uni                    | 2.767      |
| Pakistan                       | 2.084      |
| Allemagne                      | 1.967      |
| Nouvelle-Zélande               | 1.352      |
| Philippines                    | 1.203      |
| Australie                      | 1.196      |
| Malaisie                       | 1.195      |
| Bangladesh                     | 1.022      |

Source : Estimation de l'I.O.M : http://www.iom.int/world-migration

## Vieillissement de la population

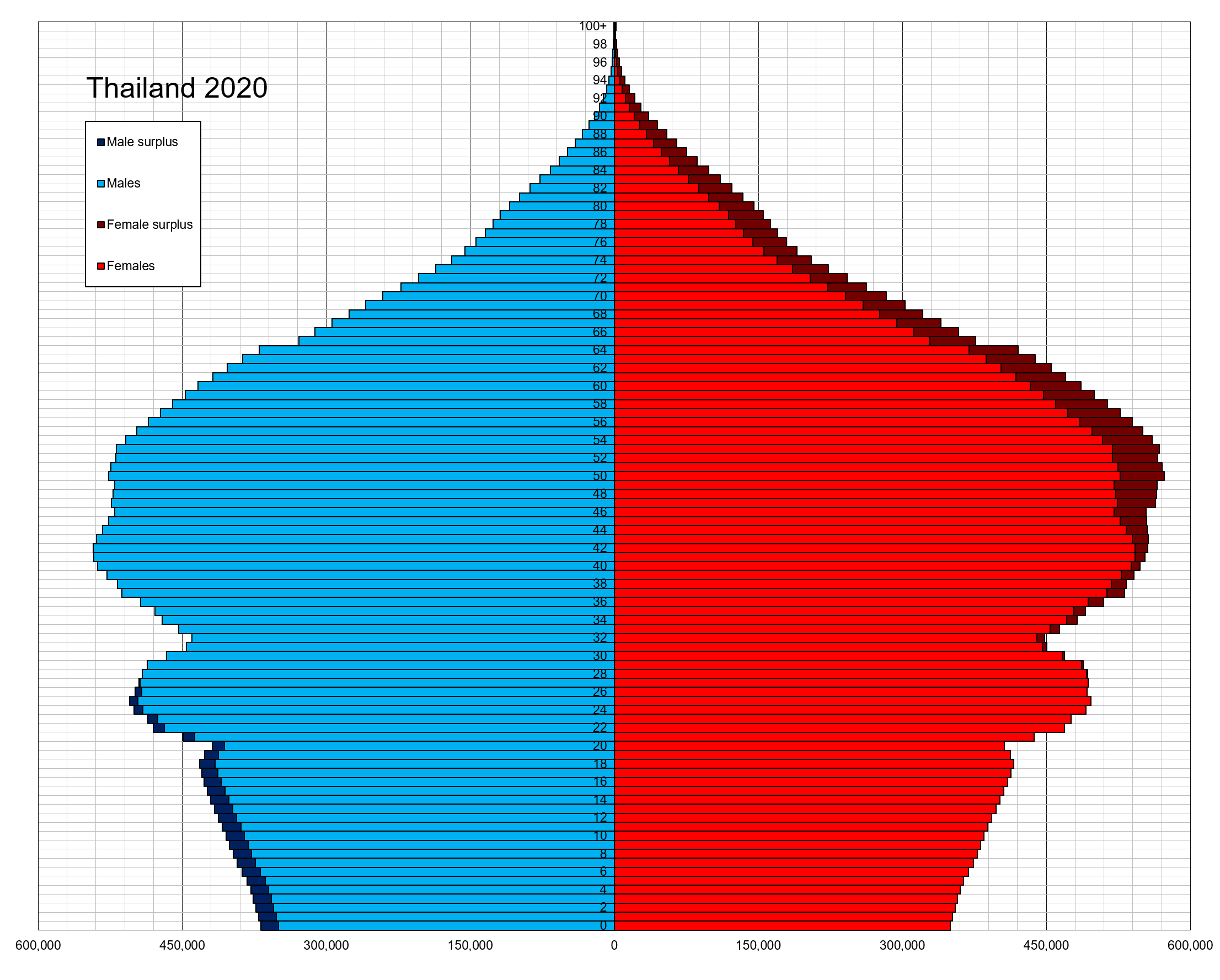
Pyramide des âges thaïlandaise en 2020.

Du fait d'une faible natalité et d'un allongement de l'espérance de vie, de 61 ans en 1980 à 72 ans en 2015, la Thaïlande connaît un important vieillissement de sa population,. Traditionnellement, les enfants doivent s'occuper de leurs parents vieillissants, mais du fait de la faible natalité et en l'absence de système de retraite ou d'épargne, la situation est difficile pour les travailleurs.
En 2021, la Thaïlande a passé le cap des 20% de personnes de plus de 60 ans, ce qui représente 14 millions de personnes sur une population de 69 millions d’habitants ; et  les Nations unies prévoient une accélération de ce phénomène démographique avec, en 2031, près de  38 % de plus de 60 ans dans le pays.

## Sources
1. ↑  Indicateurs du World-Factbook publié par la CIA.
2. ↑  Le taux de variation de la population 2018 correspond à la somme du solde naturel 2018 et du solde migratoire 2018 divisée par la population au 1er janvier 2018.
3. ↑  Indicateurs du World-Factbook publié par la CIA.
4. ↑  L'indicateur conjoncturel de fécondité (ICF) pour 2018 est la somme des taux de fécondité par âge observés en 2018. Cet indicateur peut être interprété comme le nombre moyen d'enfants qu'aurait une génération fictive de femmes qui connaîtrait, tout au long de leur vie féconde, les taux de fécondité par âge observés en 2018. Il est exprimé en nombre d’enfants par femme. C’est un indicateur synthétique des taux de fécondité par âge de 2018.
5. ↑  Indicateurs du World-Factbook publié par la CIA.
6. ↑   Le taux de natalité 2018 est le rapport du nombre de naissances vivantes en 2018 à la population totale moyenne de 2018.
7. ↑  Indicateurs du World-Factbook publié par la CIA.
8. ↑   Le taux de mortalité 2018 est le rapport du nombre de décès, au cours de 2018, à la population moyenne de 2018.
9. ↑  Indicateurs du World-Factbook publié par la CIA.
10. ↑  Le taux de mortalité infantile est le rapport entre le nombre d'enfants décédés à moins d'un an et l'ensemble des enfants nés vivants.
11. ↑  L'espérance de vie à la naissance en 2018 est égale à la durée de vie moyenne d'une génération fictive qui connaîtrait tout au long de son existence les conditions de mortalité par âge de 2018. C'est un indicateur synthétique des taux de mortalité par âge de 2018.
12. ↑  L'âge médian est l'âge qui divise la population en deux groupes numériquement égaux, la moitié est plus jeune et l'autre moitié est plus âgée.
13. ↑  (en) Supoj Wancharoen, « Thailand's population falls slightly », sur bangkokpost.com, Bangkok Post, 11 février 2024
14. ↑  (en) « Thais working abroad prone to exploitation », sur nationthailand.com, The Nation (Thailand), 22 décembre 2017
15. ↑  (en) « Ministry takes first step to adress  Thailand's dwindling populations numbers », sur nationthailand.com, The Nation (Thailand), 18 février 2024
16. ↑  (en) Chayut Setboonsarng et Panarat Thepgumpanat, « Thailand bids to avert "population crisis" as birth rate crashes », sur reuters.com, 7 mars 2022
17. ↑  Guido Franco, « Thaïlande », Autrement, série monde, H.S. n°43,‎ février 1990, pp.44 à 48 (article de Charnvit Kasetsiri traduit par Nopporn Prachakul "De l'ancien régime au nouveau régime") (ISSN 0336-5816)
18. ↑  Jean-Claude Pomenti, « Les fruits d'une longue phase d'expansion », sur lemonde.fr, Le Monde, 20 mai 1985
19. ↑  source : MICS 2012/13
20. ↑  (en) Banque mondiale, « Fertility rate, total (births per woman) - Thailand », sur worldbank.org (consulté le 12 août 2021)
21. ↑  « Les naissances en Thaïlande tombent sous la barre des 500.000 », sur lecourrier.vn, Le Courrier du Vietnam, 22 janvier 2025
22. ↑  (en) : JOHN DRAPER et PEERASIT KAMNUANSILPA, « Ethnic inequality 'extreme', says study », sur bangkokpost.com, 21 février 2019.
23. ↑  (en) « Thai language », sur Encyclopedia Britannica.
24. ↑  S.F. avec Églises d’Asie, « Le bouddhisme ne sera pas la religion nationale en Thaïlande », sur la-croix.com, 9 février 2016.
25. ↑  « Le christianisme en Thaïlande, du rejet à l'acceptation », sur cath.ch, 19 novembre 2019.
26. ↑  Jean-Raphaël Chaponnière, « La Thaïlande menacée par un "tsunami gris", le vieillissement à grande vitesse », sur asialylst.com, 24 janvier 2019
27. ↑  Catherine Vanesse, « Thaïlande, un pays qui vieillit trop vite ! », Gavroche Thaïlande, no 258,‎ avril 2016, p. 28 à 31 (lire en ligne [PDF])
28. ↑  Véronique Le Jeune, « Thaïlande: le vieillissement de la population s'accélère », sur francetvinfo.fr, 11 juillet 2016.
29. ↑  Catherine Vanesse, « Le Covid-19 et le problème du vieillissement de la population en Thaïlande », sur lepetitjournal.com, Le petit journal de Bangkok, 02 août 2021 (mis à jour le 13 septembre 2022)